# 飛行船 (岩崎宏美のアルバム)
『飛行船』（ひこうせん）は、岩崎宏美の3枚目のオリジナル・アルバム。1976年7月25日発売。発売元は、ビクター音楽産業。規格品番SJX-10141

## 解説
- シングル「未来」と、そのB面曲「夏からのメッセージ」を含む全10曲。
- レコードジャケット（表側）の写真は、背景が映っていないが、スタジオではなく、代々木公園にて撮影されている。
- カセットテープは2ndシングル「ロマンス」のB面曲「私たち」と4thシングル「ファンタジー」のB面曲「パピヨン」がボーナス・トラックとして収録されていた。
- 1991年に、次作『ウィズ・ベスト・フレンズ』（1977.5.25）とのカップリングで初CD-DA化された（2作品を1枚に収録）が、収録時間の関係上「さよならがビショビショ」が削除された。1994年に単独でCD化され、同時に「さよならがビショビショ」も初CD化された。また、2007年に紙ジャケットで復刻された際には、アルバム未収録であった6thシングル「霧のめぐり逢い」（1976.8.1）とそのB面曲「感傷時代」がボーナス・トラックとして収録された。

## 収録曲

### オリジナル盤
- 全作詞: 阿久悠（特記以外）

Side-A
1. 未来
  - 作曲・編曲: 筒美京平
  - 5thシングル。
2. 地平線の彼方
  - 作曲・編曲: 筒美京平
3. サマー・グラフィティ
  - 作詞: 千明哲也、作曲・編曲: 穂口雄右
4. ワンウェイ・ラブ
  - 作詞: 松本隆、作曲・編曲: 萩田光雄
5. 夏からのメッセージ
  - 作曲・編曲: 筒美京平
  - 5thシングル「未来」のB面曲。

Side-B
1. ケン待っててあげる
  - 作詞: 千明哲也、作曲・編曲: 穂口雄右
2. 霧の日の出来事
  - 作曲・編曲: 穂口雄右
3. さよならがビショビショ
  - 作曲・編曲: 穂口雄右
4. 美しい夏
  - 作詞: 松本隆、作曲・編曲: 萩田光雄
5. 愛の飛行船
  - 作曲・編曲: 筒美京平

### CD（1991年盤）
定盤コレクション 2in One「飛行船 + ウィズ・ベスト・フレンズ」
- M-10 - 20の作家は項目『ウィズ・ベスト・フレンズ』を参照。

1. 未来
2. 地平線の彼方
3. サマー・グラフィティ
4. ワンウェイ・ラブ
5. 夏からのメッセージ
6. ケン待っててあげる
7. 霧の日の出来事
8. 美しい夏
9. 愛の飛行船
10. 悲恋白書
11. 砂の慕情
12. わたしの1095日
13. 平行線
14. 学生街の四季
15. パパにそむいて
16. コンサート
17. 花のことづけ
18. 想い出の樹の下で
19. 愛をどうぞ
20. さよなら そして自由へ

### CD（2007年盤）
1. 未来
2. 地平線の彼方
3. サマー・グラフィティ
4. ワンウェイ・ラブ
5. 夏からのメッセージ
6. ケン待っててあげる
7. 霧の日の出来事
8. さよならがビショビショ
9. 美しい夏
10. 愛の飛行船
11. 霧のめぐり逢い（ボーナス・トラック）
  - 作詞: 阿久悠、作曲・編曲: 筒美京平
  - 6thシングル。
12. 感傷時代（ボーナス・トラック）
  - 作詞: 阿久悠、作曲・編曲: 筒美京平
  - 6thシングル「霧のめぐり逢い」のB面曲。